# Millauski vijadukt
Vijadukt Millau (fr. Le Viaduc de Millau) najviši je cestovni vijadukt na svijetu, visok je 343 metara i dug 2,5 kilometara. Dio je autoceste koja povezuje Pariz i Barcelonu.

## Izgradnja
Izgradnja je započela u listopadu 2001. godine, a završena je u siječnju 2004. godine. Građevinska tvrtka Eiffage izgradila ga je bez financijskog sudjelovanja zemlje. U sljedećih 75 godina tvrtka će naplaćivati mostarinu. Koštao je otprilike 394 milijuna eura. Most je projektirao britanski arhitekt Norman Foster.
Najveći od sedam stupova je visok 343 metra, što je 23 metra više od Eiffelova tornja.
U gradnji se koristilo 200.000 tona betona, 36.000 tona čelika i 9.000 tona asfalta. Početak mosta se nalazi na 270 metara nadmorske visine, po čemu nije najviši na svijetu (početak mosta na 321 metara nadmorske visine ima most Royal Gorge u američkoj zaveznoj Colorado).